# Anagyrus zubairi
Anagyrus zubairi är en stekelart som beskrevs av John S. Noyes och Hayat 1994. Anagyrus zubairi ingår i släktet Anagyrus och familjen sköldlussteklar.
Artens utbredningsområde är Nepal. Inga underarter finns listade i Catalogue of Life.